# Boris Nadieżdin
Boris Borisowicz Nadieżdin (ros. Борис Борисович Надеждин, ur. 26 kwietnia 1963 w Taszkencie) – rosyjski polityk, wykładowca, deputowany do Dumy Państwowej Federacji Rosyjskiej w latach 2000–2003, członek Rady Deputowanych w mieście Dołgoprudnyj (1990–1997 i od 2019). Wypowiada się przeciwko wojnie w Ukrainie.

## Życiorys
Boris Nadieżdin, syn Borisa Nadieżdina i Galiny Bieleńkiej, urodził się w 1963 roku w Taszkencie. Po trzęsieniu ziemi w Uzbekistanie w 1966 roku rodzina przeniosła się do Dołgoprudnego pod Moskwą.
W 1985 ukończył Moskiewski Instytut Fizyczno-Techniczny, a w 1993 – Moskiewski Instytut Prawniczy.
W latach 1997–1998 był doradcą Borisa Niemcowa oraz Siergieja Kirijenki.
Kandydował w wyborach do Dumy Państwowej w 1995, 1999 i 2003 roku, ale dostał się jedynie w 1999.
W trakcie kadencji w latach 2000–2003 pełnił funkcję pierwszego zastępcy przewodniczącego frakcji „Sojusz Sił Prawicowych”. Był jednym z autorów projektów ustaw o Zgromadzeniu Konstytucyjnym, o partiach politycznych, o ograniczeniu liczby kadencji gubernatorów, o dowodach osobistych, o obywatelstwie oraz ordynacji wyborczej do Rady Federacji.
W latach 2008–2011 był członkiem partii Michaiła Prochorowa „Prawa sprawa” (ros. Правое дело).
Żonaty, ma czworo dzieci.

## Kandydat w wyborach prezydenckich 2024

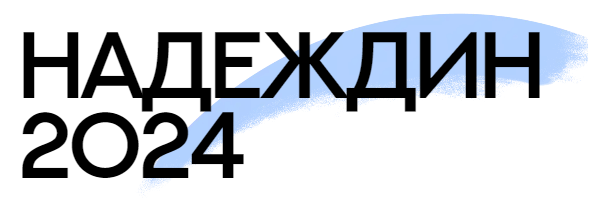
Logotyp kampanii prezydenckiej Nadieżdina

31 października 2023 roku został ogłoszony jako kandydat partii „Inicjatywa Obywatelska” w wyborach prezydenckich w Federacji Rosyjskiej w marcu 2024 roku. 28 grudnia 2023 roku Centralna Komisja Wyborcza zezwoliła Nadieżdinowi na zbieranie podpisów. Będąc kandydatem wystawionym przez partię polityczną, musi zebrać 100 tys. podpisów z co najmniej 40 rosyjskich regionów pod swoją kandydaturą, aby znaleźć się na karcie do głosowania.
Niektórzy rosyjscy opozycjoniści, m.in. Michaił Chodorkowski, związani z Aleksiejem Nawalnym członkowie Fundacji Walki z Korupcją, Maksim Katz, wezwali swoich zwolenników do składania podpisów poparcia pod kandydaturą Nadieżdina.
23 stycznia 2024 ogłoszono zebranie wymaganych 100 tys. podpisów.  
8 lutego 2024 Centralna Komisja Wyborcza odmówiła zarejestrowania jego kandydatury, uznając 9 tys. ze 105 tys. podpisów za nieważne.  